# Bomig
Bomig im Oberbergischen Kreis ist eine von 51 Ortschaften der Stadt Wiehl im Regierungsbezirk Köln in Nordrhein-Westfalen.

## Lage und Beschreibung
Der Ort liegt zwischen den Orten Dieringhausen im Norden und Wiehl im Süden an der Kreisstraße K52, verkehrsgünstig an der Bundesautobahn 4-Anschlussstelle Gummersbach. Bomig ist in Luftlinie rund 4 km nordwestlich von der Ortsmitte Wiehl entfernt.

## Geschichte

### Erstnennung
- 1316 wurde der Ort das erste Mal urkundlich erwähnt und zwar „Teilung der Leute von Homburg: genannt wird u. a. Rukero de Bodinbech.“ Die Schreibweise der Erstnennung war Bodinbech.
- In der A. Mercator-Karte von 1575 Bodenbach. In den Futterhaferzetteln der Herrschaft Homburg von 1580 Boemich mit 10 Bergischen, 6 Saynischen und 3 Wittgensteinischen abgabepflichtigen Untertanen.
- Früher Abbau bedeutender Lager von Eisenstein. Gruben Im Bomiger Hof, Tiefer Bomig.

## Freizeit

### Vereinswesen
- Freiwillige Feuerwehr Stadt Wiehl – Löschzug Bomig
- Dorfgemeinschaft Bomig e. V.
- Gesangsgruppe „Die Höhenspatzen“
- TTC Bomig
- SC Bomig

## Wirtschaft und Industrie
Bomig hat drei Gewerbegebiete mit einer Gesamtfläche von 80,6 ha. Sie sind alle über die Anschlussstelle 25 der A 4 in ein bis zwei Kilometern zu erreichen. Das Gewerbegebiet Bomig-West ist 48,8 ha groß und liegt „Am Verkehrskreuz“.
Bomig-Ost ist 20,3 ha groß und liegt an der „Albert-Einstein-Straße“; Bomig-Nord ist 11,5 ha groß und liegt an der „Carl-Zeiss-Straße“.